# Ryszard Pędrak-Janowicz
Ryszard Pędrak-Janowicz (17 de mayo de 1932-3 de febrero de 2004) fue un deportista polaco que compitió en luge en las modalidades individual y doble. Ganó tres medallas en el Campeonato Mundial de Luge, en los años 1958 y 1963.

## Palmarés internacional
| Campeonato Mundial | Campeonato Mundial | Campeonato Mundial | Campeonato Mundial |
| Año                | Lugar              | Medalla            | Prueba             |
| ------------------ | ------------------ | ------------------ | ------------------ |
| 1958               | Krynica (Polonia)  | Medalla de plata   | Individual         |
| 1958               | Krynica (Polonia)  | Medalla de bronce  | Doble              |
| 1963               | Imst (Austria)     | Medalla de oro     | Doble              |